# 莱奥纳尔多·佩蒂纳里
莱奥纳尔多·佩蒂纳里（義大利語：Leonardo Pettinari，1973年4月19日—），意大利男子赛艇运动员。他曾代表意大利参加1996年、2000年和2004年夏季奥林匹克运动会赛艇比赛，其中在2000年奥运会收获一枚银牌。